# New Wave of British Heavy Metal ’79 Revisited
A New Wave Of British Heavy Metal '79 Revisited egy heavy metal válogatásalbum, amely 1990-ben jelent meg, és az 1970-es évek végén indult brit heavy metal új hulláma legjobb előadóit mutatja be. A válogatást a korszak két szakértője, a Metallica dobosa Lars Ulrich, valamint a brit Sounds és Kerrang! magazinok szerkesztője Geoff Barton állították össze.

## Az album dalai

### CD 1
1. It's Electric (Diamond Head)
2. Eye Of The Storm (Sweet Savage)
3. Motorcycle Man (Saxon)
4. Cheetah (White Spirit)
5. Don't Need Your Money (Raven)
6. White Lightning (Paralex)
7. Getcha Rocks Off (Def Leppard)
8. Set The Stage Alight (Weapon)
9. Vice Versa (Samson)
10. Fight With The Devil (Hollow Ground)
11. Demolition Boys (Girlschool)
12. Leaving Nadir (Witchfynde)

### CD 2
1. Sanctuary (Iron Maiden)
2. Back Street Woman (Jaguar)
3. Killers (Tygers of Pan Tang)
4. I'm No Fool (Gaskin)
5. Sledgehammer (Sledgehammer)
6. Angeldust (Venom)
7. Extermination Day (Angel Witch)
8. One Of These Days (Trespass)
9. Death Or Glory (Holocaust)
10. If I Were King (Vardis)
11. Blitzkrieg (Blitzkrieg)
12. Helpless (Diamond Head)
13. Ambitions (Dragster)
14. Treason (A II Z)
15. Witchfinder General (Witchfinder General)
16. Red Lights (Black Axe)
17. S.S. Giro (Fist)
18. Captured City (Praying Mantis)